# Joséphine Vannini
Joséphine Vannini (Rome, 7 juillet 1859 - Rome, 23 février 1911) est une religieuse italienne cofondatrice de la congrégation des Filles de Saint Camille avec le bienheureux Louis Tezza et reconnue sainte par l'Église catholique. Elle est commémorée le 23 février selon le Martyrologe romain.

## Biographie

### Enfance
Judith, de son nom civil, naît à Rome le 7 juillet 1859 d'Angelo et Annunziata Papi, et reçoit le baptême dans la Basilique Sant'Andrea delle Fratte. Elle a une sœur aînée, Julie et un frère cadet, Auguste. Son père meurt quand elle a 4 ans, trois ans plus tard sa mère décède à son tour. Les trois orphelins sont séparés, Auguste est accueilli par un oncle maternel, Julie est confiée aux sœurs de Saint Joseph et Judith, qui a alors 7 ans, est accueillie à l'orphelinat Torlonia, tenu par les Filles de la Charité de Saint Vincent de Paul. 

### Fondation
Après avoir obtenu le diplôme d'institutrice en maternelle, elle entre en 1883, au noviciat des Filles de la Charité à Sienne mais doit bientôt retourner à Rome pour raison de santé. Elle est de nouveau accepté puis définitivement renvoyée en 1888 mais ressent toujours la vocation religieuse. À 32 ans, elle participe aux exercices spirituels chez les sœurs de Notre-Dame du Cénacle à Rome ; la retraite spirituelle est prêché par Louis Tezza, religieux camillien. Le dernier jour de la retraite, 17 décembre 1891, elle se présente au confessionnal du père Tezza pour lui pour demander conseil. Le prêtre lui confie son intention de fonder une congrégation féminine selon l’esprit de saint Camille de Lellis. Après deux jours de réflexion et de prière, elle accepte de faire partie du projet. 
Judith et deux autres jeunes femmes forment la première communauté. Le 2 février 1892, jour anniversaire de la conversion de saint Camille et de la fête de la Présentation de Jésus au Temple, le supérieur général des Camilliens, assisté du Père Tezza, remet aux trois postulantes le scapulaire du Tiers-Ordre camillien. La cérémonie se déroule dans l'église sainte Marie Madeleine, dans la cellule transformée en chapelle, où mourut saint Camille de Lellis. Le 19 mars suivant, Judith revêt l'habit religieux avec la croix rouge des camilliens et prend le nom de Joséphine, le même jour elle est nommée supérieure. Les constitutions religieuses sont élaborées en spécifiant le but de l'institut à savoir l'assistance des malades même à domicile.

### Mère générale
Même au milieu d'une grande pauvreté, leur nombre augmente. Fin 1892, elles sont déjà quatorze, en 1893, une nouvelle communauté est ouverte à Crémone et en 1894 à Mesagne, d'autres maisons suivront ailleurs ; mais l'amabilité du Père Tezza à l'égard des religieuses, qu'il appelle « mes filles », fait l'objet d'interprétations malveillantes de la part de certaines personnes. Le cardinal-vicaire intervient et, sans s'être assuré de la vérité, enlève au prêtre la faculté de confesser et lui interdit de rencontrer les sœurs. Le Père Tezza ne veut pas se défendre et accepte silencieusement les dispositions. En 1900, il est chargé par son supérieur général d'aller au Pérou comme visiteur de la communauté de Lima ; il ne reviendra jamais en Italie mais maintiendra des relations épistolaires avec la cofondatrice.
Après le départ de Louis Tezza, le poids de la congrégation retomba inévitablement sur Joséphine Vannini, qui affronte la situation avec courage et détermination. Les Filles de Saint Camille, se développe en peu de temps, des maisons sont ouvertes en Italie, en France, en Belgique, à Buenos Aires. Malgré une santé fragile, la mère ne s'épargne pas, visite les maisons chaque année. Le 21 juin 1909, après de nombreux efforts, elle  obtient que sa congrégation sous reconnue de droit diocésain. En 1910, après un dernière visite à toutes les maisons d'Italie et de France, elle est frappée par une maladie cardiaque grave et meurt le 23 février 1911.

## Vénération

### Béatification

#### Enquête sur les vertus
La cause pour la béatification et la canonisation de Joséphine Vannini débute le 8 juin 1955 à Rome. L'enquête diocésaine récoltant les témoignages sur sa vie se clôture le 5 juillet 1985, puis envoyée au Saint-Siège pour y être étudiée par la Congrégation pour les causes des saints. 
Après le rapport positif des différentes commissions sur la sainteté de Joséphine Vannini, le pape Jean-Paul II procède, le 7 mars 1992, à la reconnaissance de ses vertus héroïques, lui attribuant ainsi le titre de vénérable. 

#### Reconnaissance d'un miracle
En parallèle de la cause pour sa béatification fut menée, à partir de 1983, une enquête médicale et théologique sur le cas d'une guérison inexplicable par la science, qui aurait été obtenue par l'intercession de Joséphine Vannini.
Compte tenu des rapports en faveur d'une guérison dite miraculeuse, le 23 décembre 1993, Jean-Paul II signe le décret permettant la béatification de Joséphine Vannini. Celle-ci est proclamée bienheureuse par le pape au cours d'une messe célébrée à Rome, place Saint-Pierre, le 16 octobre 1994.

### Canonisation

#### Second miracle
À la suite des rapports des commissions médicales et théologiques, le 13 mai 2019, le pape François reconnaît comme authentique une seconde guérison attribuée à l'intercession de Joséphine Vannini, et signe le décret de sa canonisation. 
Elle a été proclamée sainte le 13 octobre 2019, au cours d'une messe célébrée par le pape François sur la place Saint-Pierre à Rome.

### Culte
Sainte Joséphine Vannini est fêtée le 23 février.
La châsse contenant sa dépouille est exposée à la vénération des fidèles dans la chapelle de la maison généralice des Filles de St Camille, 18 Via Anagnina à Grottaferrata.